# Florian Carvalho
Pour les articles homonymes, voir Carvalho.
Florian Carvalho (né le 9 mars 1989 à Fontainebleau) est un athlète français, spécialiste des courses de demi-fond.

## Carrière
Champion de France cadet du 800 m et du cross-country en 2006, Florian Carvalho fait ses débuts sur la scène internationale en 2007 en se classant, dans les catégories juniors, quatrième du 800 m des championnats d'Europe et deuxième des championnats d'Europe de cross-country. Champion de France junior du 800 m en 2008, il termine septième du 1 500 m lors des championnats du monde juniors de Bydgoszcz en Pologne. En décembre 2008, à Bruxelles, toujours en junior, il devient champion d'Europe de cross devant le Norvégien Sondre Nordstad Moen et l'autre Français Hassan Chahdi. Il confirme son potentiel en remportant le titre national espoir du 1 500 m en 2009, et en devenant vice-champion d'Europe espoir de cross en 2010, derrière Hassan Chahdi.

En début de saison 2011, Florian Carvalho atteint la première finale internationale majeure senior de sa carrière en se classant huitième du 3 000 m des championnats d'Europe d'athlétisme en salle de Paris-Bercy (7 min 52 s 92). Il remporte en juillet à Ostrava le titre du 1 500 m des championnats d'Europe espoirs en 3 min 50 s 42, devant le Britannique James Shane. Quelques jours plus tard, lors des championnats de France d'Albi, il s'adjuge son premier titre national senior, sur 1 500 m, devant Yohan Durand et Jamale Aarrass, et en l'absence de Mehdi Baala, suspendu par la fédération. Lors du meeting Herculis de Monaco, il porte son record personnel sur 1 500 m à 3 min 33 s 60, et réalise les minima pour les championnats du monde de Daegu où une grippe ne lui permet pas de briller. En fin d'année 2011, à Velenje en Slovénie, le Français devient champion d'Europe espoir de cross.

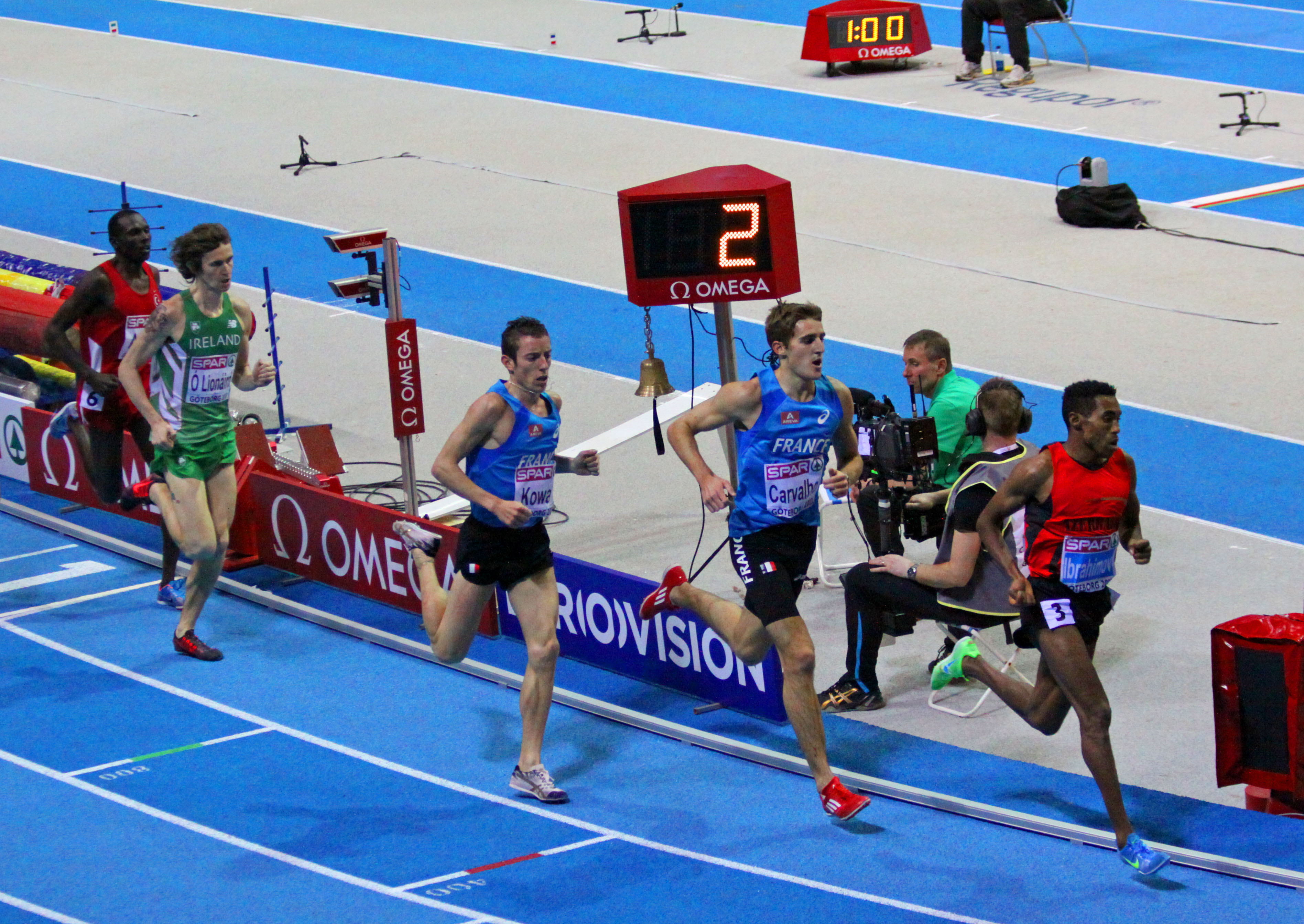
Aux championnats d'Europe en salle 2013

En juin 2012, au Stade du Lac de Maine d'Angers, Florian Carvalho devient champion de France du 1 500 m pour la deuxième année consécutive, en devançant Yoann Kowal et Simon Denissel. Il participe aux championnats d'Europe d'Helsinki et remporte la médaille d'argent de l'épreuve du 1 500 m en 3 min 46 s 33, devancé de 13/100e de seconde seulement par le Norvégien Henrik Ingebrigtsen, dans une course très serrée où le Français avait pris la tête de la course à 200 mètres de l'arrivée. Sélectionné pour les Jeux olympiques de 2012, à Londres, il ne parvient pas à franchir le cap des demi-finales.
Cinquième du 3 000 m lors des championnats d'Europe en salle de Göteborg en 2013, il améliore durant l'hiver ses records personnels en salle du 1 500 m (3 min 40 s 41) et du 3 000 m (7 min 45 s 77). Début juillet, lors du Meeting Areva de Paris-Saint-Denis, Florian Carvalho porte son record personnel en plein air du 1 500 m à 3 min 33 s 47. Il confirme son rang quelques jours plus tard aux championnats de France, au Stade Charléty de Paris, en décrochant son troisième titre national d'affilée sur 1 500 m, devant Simon Denissel et Bouabdellah Tahri.
Le 22 mai 2016, Florian Carvalho se qualifie pour les Championnats d'Europe d'Amsterdam sur 1 500 m en réalisant 3 min 36 s 64 au Meeting international Mohammed-VI de Rabat. Il devient champion de France le 25 juin en 3 min 44 s 70.
Le 19 mai 2018, il termine huitième de la Coupe d'Europe du 10 000 mètres à Londres en 28 min 6 s 78. Ce temps lui permet de se qualifier sur cette distance pour les Championnats d'Europe de Berlin.
Le 14 avril 2019, il s'aligne sur le marathon de Paris et se classe 11e.
Il se classe, le 17 octobre 2020 à Gdynia en Pologne, 27ème sur 122 partants (et deuxième Français) du championnat du monde de semi-marathon dans le temps d'une heure et 58 secondes.
Le 18 septembre 2022, il devient champion de France de semi-marathon à Saint-Omer en 1 heure 3 minutes et 47 secondes.

## Palmarès

### International

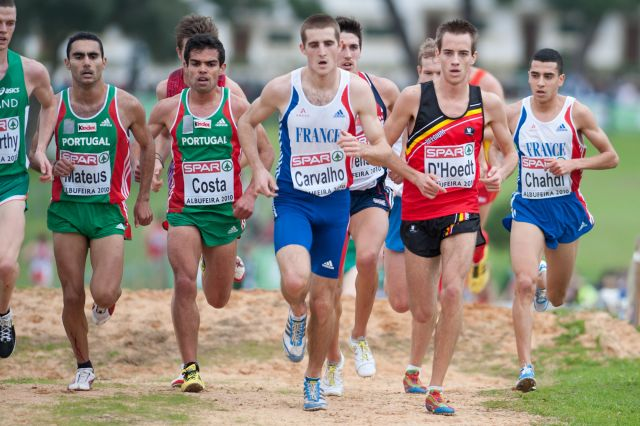
Florian Carvalho lors des championnats d'Europe de cross 2010

| Date | Compétition                                 | Lieu      | Résultat | Épreuve           |
| ---- | ------------------------------------------- | --------- | -------- | ----------------- |
| 2007 | Championnats d'Europe juniors               | Hengelo   | 4e       | 800 m             |
| 2007 | Championnats d'Europe de cross              | Toro      | 2e       | Individuel junior |
| 2007 | Championnats d'Europe de cross              | Toro      | 1er      | Par équipes       |
| 2008 | Championnats du monde juniors               | Bydgoszcz | 7e       | 1 500 m           |
| 2008 | Championnats d'Europe de cross              | Bruxelles | 1er      | Individuel junior |
| 2009 | Championnats d'Europe de cross              | Dublin    | 4e       | Individuel espoir |
| 2009 | Championnats d'Europe de cross              | Dublin    | 1er      | Par équipes       |
| 2010 | Championnats d'Europe de cross              | Albufeira | 2e       | Individuel espoir |
| 2011 | Championnats d'Europe d'athlétisme en salle | Paris     | 8e       | 3 000 m           |
| 2011 | Championnats d'Europe espoirs               | Ostrava   | 1er      | 1 500 m           |
| 2011 | Championnats d'Europe de cross              | Velenje   | 1er      | Individuel espoir |
| 2012 | Championnats d'Europe                       | Helsinki  | 2e       | 1 500 m           |
| 2013 | Championnats d'Europe en salle              | Göteborg  | 5e       | 3 000 m           |
| 2013 | Championnats du monde                       | Moscou    | 11e      | 1 500 m           |
| 2014 | Championnats d'Europe de cross              | Samokov   | 4e       | Individuel        |
| 2014 | Championnats d'Europe de cross              | Samokov   | 4e       | Par équipes       |
| 2015 | Championnats d'Europe en salle              | Prague    | 11e      | 3 000 m           |
| 2015 | Championnats d'Europe de cross              | Hyères    | 6e       | Individuel        |
| 2015 | Championnats d'Europe de cross              | Hyères    | 2e       | Par équipes       |
| 2016 | Championnats d'Europe                       | Amsterdam | 5e       | 1 500 m           |
| 2016 | Championnats d'Europe de cross              | Chia      | 30e      | Individuel        |
| 2018 | Championnats d'Europe                       | Berlin    | 8e       | 10 000 m          |

### National
| Année | Compétition                             | Lieu       | Épreuve       | Place | Temps          |
| ----- | --------------------------------------- | ---------- | ------------- | ----- | -------------- |
| 2011  | Championnats de France                  | Albi       | 1 500 m       | 1er   | 3 min 54 s 35  |
| 2012  | Championnats de France                  | Angers     | 1 500 m       | 1er   | 3 min 46 s 90  |
| 2013  | Championnats de France                  | Paris      | 1 500 m       | 1er   | 3 min 47 s 87  |
| 2016  | Championnats de France                  | Angers     | 1 500 m       | 1er   | 3 min 44 s 70  |
| 2018  | Championnats de France                  | Albi       | 5 000 m       | 1er   | 13 min 41 s 91 |
| 2020  | Championnats de France du 10 000 mètres | Pacé       | 10 000 m      | 1er   | 28 min 4 s 5   |
| 2021  | Championnats de France du 10 000 mètres | Pacé       | 10 000 m      | 1er   | 27 min 55 s 68 |
| 2022  | Championnats de France de semi-marathon | Saint-Omer | Semi-marathon | 1er   | 1 h 3 min 49   |

## Records
| Épreuve   | Épreuve  | Performance      | Date             | Lieu        |
| --------- | -------- | ---------------- | ---------------- | ----------- |
| Plein air | 800 m    | 1 min 48 s 37    | 16 mai 2010      | Montgeron   |
| Plein air | 1 500 m  | 3 min 33 s 47    | 6 juillet 2013   | Saint-Denis |
| Plein air | 5 000 m  | 13 min 27 s 76   | 16 juin 2018     | Carquefou   |
| Plein air | 10 000 m | 28 min 06 s 78   | 19 mai 2018      | Londres     |
| Plein air | Marathon | 02 h 10 min 22 s | 06 décembre 2020 | Valence     |
| Salle     | 1 500 m  | 3 min 40 s 41    | 8 février 2013   | Düsseldorf  |
| Salle     | 3 000 m  | 7 min 45 s 77    | 16 février 2013  | Birmingham  |